# Silencer (Band)
Silencer war eine schwedische Depressive-Black-Metal-Band.

## Geschichte
Offizielle Angaben zu der von Andreas „Leere“ Casado 1995 gegründeten Gruppe Silencer sind äußerst rar. Die Band trat nie live auf und gab in ihrer aktiven Zeit lediglich ein Interview. Dieser via E-Mail geführte Dialog mit dem deutschen Metal-Magazin Legacy wurde von Nattramn nach wenigen beantworteten Fragen abgebrochen. Nach dem Abbruch des Dialogs ließ Nattramn der Zeitschrift die Stellungnahme zukommen, dass er befürchte seinen Verstand zu verlieren und sich in eine psychiatrische Klinik begeben wolle. Bereits auf dem Album Death – Pierce Me deutete die in den Danksagungen enthaltene Aufzählung diverser Psychopharmaka und Psychiatrien auf einen vermeintlich derangierten mentalen Zustand des Musikers hin. Das Album erschien 2001 über Prophecy Productions und stellt die einzige offizielle Veröffentlichung der Gruppe dar. Die Veröffentlichung wurde zumeist positiv rezensiert, insbesondere wurde Nattramns Gesang als außergewöhnlich hervorgehoben. Rezensenten setzten sich in ihren Besprechungen häufig mit den Gerüchten um die Aufnahme und den Sänger auseinander. Silencer lösten sich kurz nach dem Erscheinen des Albums auf. Anstoß wurde am Text des Liedes I Shall Lead, You Shall Follow genommen, der eine antisemitische Interpretation nahelegte. Nattramn rechtfertigte seinen auf den Holocaust bezogenen Text in dem vorhandenen Interview als misanthropischen und antireligiösen Angriff auf das Judentum als Ursprung des Monotheismus. Nach dem Ende von Silencer trat Casado 2005 vorübergehend Shining bei und Nattramn veröffentlichte mit seinem Dark-Ambient-Projekt Diagnose: Lebensgefahr 2007 das Album Transformalin. Im Jahr 2006 wurde das Album Death – Pierce Me über Autopsy Kitchen Records erneut veröffentlicht.

## Mythen
Um die Gruppe und besonders um den Sänger ranken diverse moderne Mythen, deren Wahrheitsgehalt nie offiziell bestätigt wurde und häufig in Zweifel gezogen wird. So soll Nattramn sich während der Aufnahmen zu Death – Pierce Me massiv selbst verletzt haben. Im Anschluss an die Aufnahmen soll er seine Finger oder Hände abgetrennt haben, um die fehlenden Gliedmaße durch Schweinefüße zu ersetzen. Aus dem Klinikum, in welches Nattramn nach dem Interview mit dem Legacy gegangen sein soll, soll er nach wenigen Tagen geflohen sein. Kurz darauf habe er ein Kind mit einer Axt attackiert und getötet oder schwer verletzt. Der einschreitenden Polizei soll er mit den bittenden Rufen, ihn zu erschießen, entgegengetreten sein. Spätere Gerüchte variieren die Geschichte und schreiben eine entsprechende Tat einem nicht näher benannten Bruder Nattramns zu. Presseberichte zu einem entsprechenden Vorfall im Umfeld des psychiatrischen Klinikums von Växjö sind derweil nicht bekannt.
Für Christopher Rutz vom Empyre Mag spiegelt sich in der Akzeptanz dieser Gerüchte in der Black-Metal-Szene ein szeneinterner Wunsch nach Mystik, wobei sich diese Akzeptanz als bloße Einlassung auf die Vorstellung von solchen Handlungen zwischen Fiktion und Realität abspiele.
Ebenfalls kursieren Bilder, die den Musiker ohne Maske zeigen sollen, und damit einhergehend Gerüchte zu Nattramns bürgerlichen Namen. Nattramn selbst bezog zu keiner der Geschichten und Aussagen Position, postulierte jedoch auf der Internetpräsenz des von ihm geführten Labels Humani Animali Liberati, dass die Wahrheit zu Natramn ausschließlich über diese Seite und die dort vertriebene Kunst und Musik zu erfahren sei.

## Stil
Silencer gilt als bedeutsamer Vertreter des Depressive Black Metals. Die Musik der Gruppe wird mit jener von Burzum, Darkthrone und Bethlehem verglichen. Als besonderes Merkmal der Gruppe wird häufig Nattramns Kreischgesang als außergewöhnlich, wahnhaft und krank herausgestellt. „Derart krank, dass die einem abgestochenen Schwein gleichenden Quieklaute, die Sänger Nattram von sich gibt, schon fast wieder lächerlich wirken.“ Das Riffing weise Ähnlichkeit mit anderen Vertretern des Genres wie Shining auf. Es seien gleichermaßen „dunkel, erregend und Puls treibend“. Dem Internetmagazin Voices from the Darkside zufolge wirke die Musik intensiv und weise wiederholt eingängige Melodien auf. Laut Rezension der Internetseite Metal.de variiere die Musik im Tempo und der Atmosphäre von „hassverzerrt“, in der Tradition von Darkthrone und Burzum, zu einem „Zustand Bethlehemscher Morbidität“.

## Diskografie
- 1998: Death – Pierce Me (Demo, Selbstverlag)
- 2001: Death – Pierce Me (Album, Prophecy Productions)